# Philisca hyadesi
Philisca hyadesi là một loài nhện trong họ Anyphaenidae.
Loài này thuộc chi Philisca. Philisca hyadesi được Eugène Simon miêu tả năm 1884.